# Mesoleuca suffusa
Mesoleuca suffusa là một loài bướm đêm trong họ Geometridae.